# Troy McClure
Troy McClure es un personaje ficticio de la serie de dibujos animados de televisión Los Simpson, originalmente interpretado por Phil Hartman. Su primera aparición tuvo lugar en el episodio Homer vs. Lisa and the 8th Commandment. Habitualmente el personaje aparecía en la serie presentando anuncios y vídeos educativos para los personajes principales. En el episodio de la séptima temporada A Fish Called Selma en el que se casa con Selma Bouvier aparece como el personaje central, al igual que en los episodios The Simpsons 138th Episode Spectacular y The Simpsons Spin-Off Showcase donde aparece como presentador.
El personaje de Troy McClure estaba basado en los actores reales Troy Donahue y Doug McClure. Ambos actores tuvieron un relativo éxito inicial para posteriormente verse obligados a actuar en películas de serie B y a realizar cameos en series de televisión. Tras el asesinato de Phil Hartman a manos de su mujer en 1998 el personaje fue retirado de la serie, siendo su última aparición con voz en el episodio Bart the Mother. En el último episodio de la decimocuarta temporada Moe Baby Blues aparece entre el público del jardín botánico como personaje de fondo sin voz.

## Papel en Los Simpson

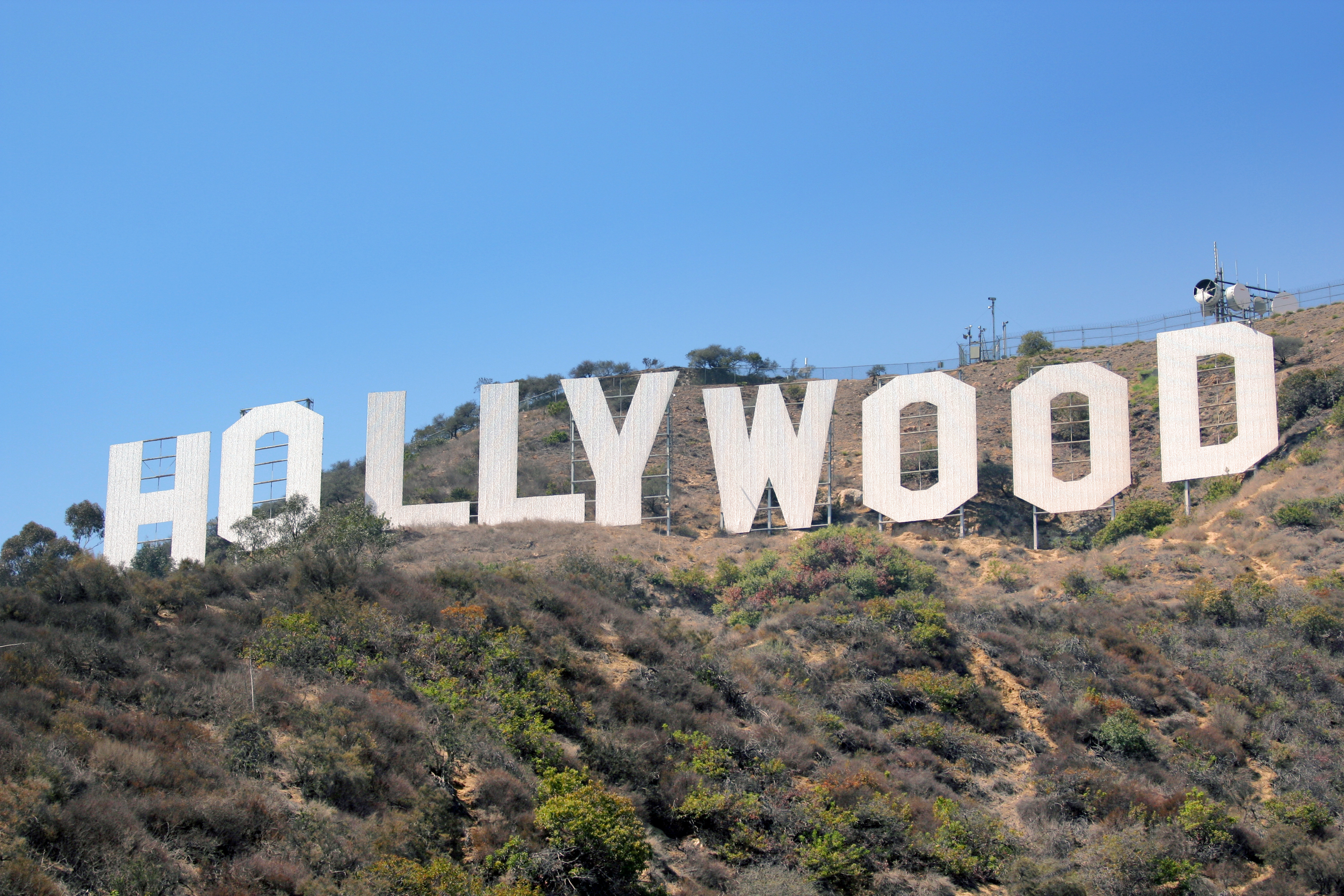
Troy McClure es un estereotipo de los personajes de Hollywood.

Troy es un estereotipo de los personajes de Hollywood; un actor de cierto éxito en los años 70 que debido a rumores de parafilia con peces, se ve obligado a trabajar como presentador de documentales o anuncios y como actor de doblaje. En muchas de sus apariciones en la serie, Troy actúa como presentador de documentales o infomerciales que los personajes principales ven por televisión. Un rasgo característico de McClure es que suele presentarse a sí mismo con la frase «Hola, soy Troy McClure. Me recordarán...» en Hispanoamérica u «Hola, soy Troy McClure. Tal vez me recuerden...» en España para posteriormente mencionar dos títulos similares al que introduce en ese momento. Por ejemplo en el episodio Bart the Mother, McClure presenta un documental sobre pájaros diciendo: «Hola, soy Troy McClure. Me recordarán de otros documentales de naturaleza como  Earwigs: Eww! y El hombre contra la naturaleza: el camino de la victoria».
El mayor protagonismo de McClure se produce en el episodio de la temporada séptima A Fish Called Selma. En este, McClure comienza una relación con Selma Bouvier, a quien conoce cuando va a realizar un test de visión para poder renovarse el carné de conducir. La relación relanza su carrera convirtiéndole en una estrella gracias a su papel en Paren el planeta de los simios que yo me bajo!, una versión musical de la película El planeta de los simios. Para lograr todavía un mayor éxito el agente de McClure le recomienda que se case con Selma, ella acepta y se muda a vivir a la casa del actor, una casa modernista similar a la Chemosphere del arquitecto John Lautner. En su fiesta de despedida de soltero, un McClure ebrio le cuenta a Homer que la causa del matrimonio es relanzar su carrera artística. Homer no cuenta nada pero tras la boda se lo cuenta a Marge quien a su vez se lo cuenta a Selma. Selma, a pesar de saber que su matrimonio es una farsa, decide permanecer con Troy, pero cuando este le propone tener hijos para así poder actuar en la siguiente película de McBain, Selma le abandona. Como resultado Troy obtiene un papel en la película de la 20th Century Fox The Contrabulous Fabtraption of Professor Horatio Hufnagel, que le valió un premio Óscar como mejor actor.
McClure también tiene un papel principal en el episodio recopilatorio The Simpsons 138th Episode Spectacular y en el episodio de posibles spin-offs The Simpsons Spin-Off Showcase, en ambas como presentador.

## Personaje

### Creación

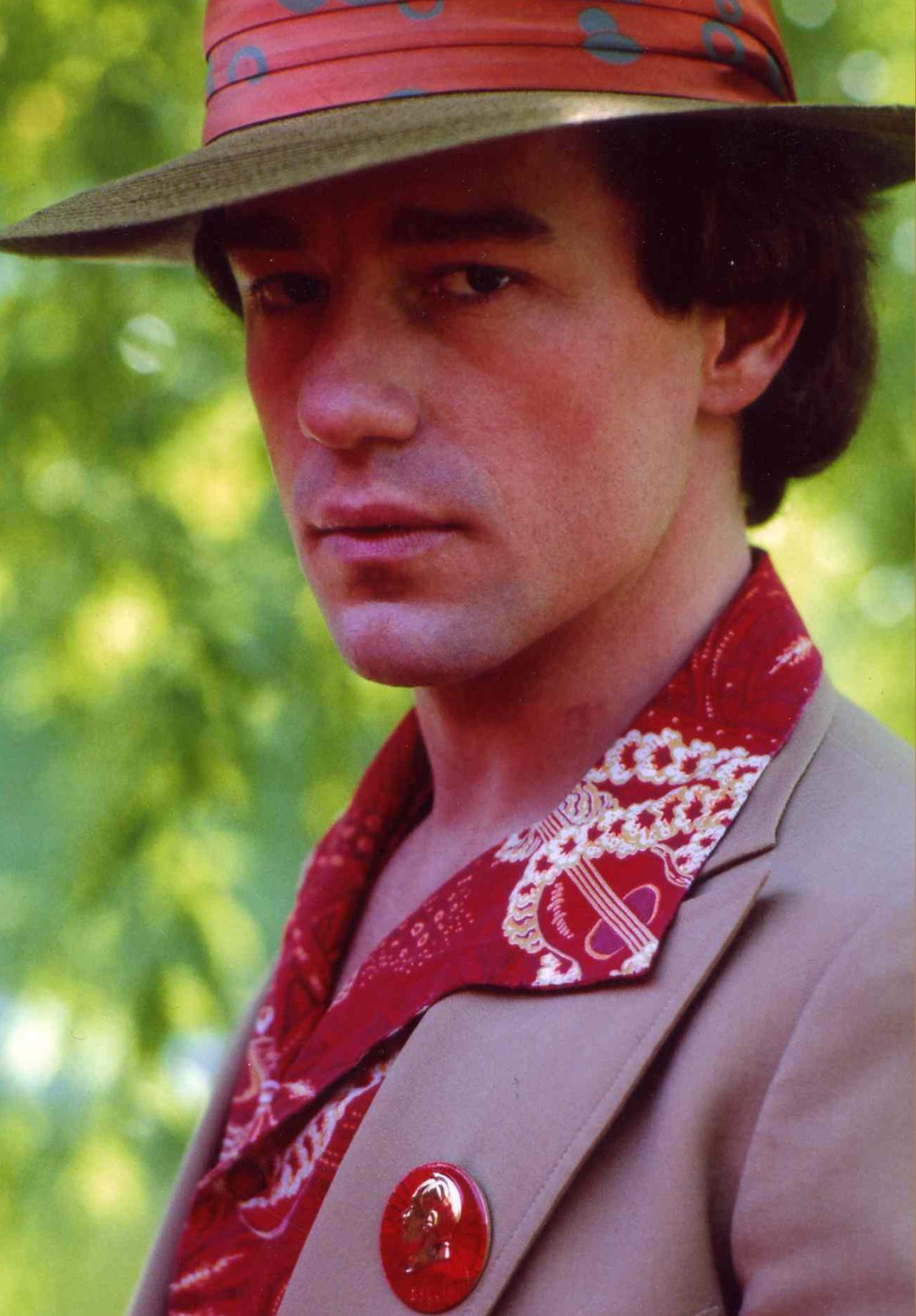
Phil Hartman, fotografiado alrededor de 1978, fue el principal actor de voz de Troy McClure.

Troy McClure es un estereotipo de los personajes de Hollywood en concreto su nombre está basado en el de los actores Troy Donahue y Doug McClure. La hija de Doug McClure contó, al guionista de la serie Mike Reiss, que su padre había encontrado gracioso el homenaje y que los hijos del actor solían llamar "Troy McClure" a su padre. Según el creador de la serie, Matt Groening, Phil Hartman fue elegido como voz para el personaje por su capacidad para dar "la mayor cantidad de humor" a cada frase del mismo. La apariencia del personaje de Troy McClure es parecida a la del propio Hartman.

### Desarrollo
El personaje de McClure es sobre todo desarrollado en el episodio A Fish Called Selma, en el cual se detalla su vida privada y su pasado. Los productores de la serie, Bill Oakley y Josh Weinstein eran grandes seguidores de Phil Hartman, y deseaban realizar un episodio donde Hartman pudiera dar el máximo de su talento. La idea de la boda con Selma surgió porque ella siempre estaba casándose con gente. El animador Mark Kirkland era una de las personas más conformes con la idea de que McClure fuera la estrella del episodio, dado que el disfrutaba trasladando la voz de Hartman a los dibujos. A lo largo del episodio se expone que McClure tiene un extraño comportamiento sexual. Los guionistas inicialmente no sabían qué parafilia tendría el personaje, y finalmente decidieron que esta fuera un fuerte fetichismo hacia los peces a sugerencia del productor ejecutivo James L. Brooks. Josh Weinstein lo describió como "muy pervertido y extraño".

### Retirada
Phil Hartman fue asesinado por su mujer Brynn el 28 de mayo de 1998. A pesar de poder reemplazar a Hartman por otro actor, el equipo de producción decidió retirar de la serie el personaje de McClure, junto al de Lionel Hutz a quien también daba voz Hartman. La última aparición de McClure tuvo lugar en el episodio de la décima temporada Bart the Mother. Antes de su muerte, Hartman a menudo había comentado el interés en actuar en una película con actores reales que había propuesto uno de los guionistas de la serie y que tendría al personaje de McClure como protagonista. Matt Groening contó en la revista Empire que la idea nunca fue muy desarrollada pero que habría sido realmente divertida. McClure y Hutz han seguido apareciendo en ocasiones como personajes secundarios pero sin voz.

### Doblaje en español
Dado que el doblaje en español de la serie se realiza en dos versiones, una en México y otra en España, los actores encargados de cada una de ellas son diferentes. Mientras que en México el actor encargado del doblaje a lo largo de todas las temporadas en que el personaje apareció en la serie fue Mario Sauret, en España el doblaje corrió a cargo de Luis Reina (primeras temporadas) y David García Vázquez.

## Recepción e influencia cultural
Incluso tras su retirada de la serie el personaje de Troy McClure ha continuado siendo de los más queridos por el público. IGN.com lo situó en el puesto número 1 de su lista de 2006 sobre "Los 25 mejores personajes secundarios de Los Simpson", definiéndolo como "un maravillosamente bizarro y entretenido personaje que muestra lo que pueden llegar a ser los pequeños personajes de la serie". En un artículo de 2007 sobre las estrellas invitadas de la serie, Adam Finley escribió que McClure fue "responsable de uno de los momentos más divertidos de la historia de Los Simpson". Chris Turner expone en Planet Simpson que McClure y Lionel Hutz "juntos...representan la más importante contribución al show sin contar a los personajes principales", añadiendo que "la época dorada del show es difícil de imaginar sin ellos". McClure ha llegado a ser la apoteosis del estereotipo.
El episodio A Fish Called Selma, es a menudo considerado como uno de los mejores de la historia de la serie, y es el favorito de muchos de los miembros del equipo. Entertainment Weekly lo situó en el octavo puesto en su Top 25 de episodios de Los Simpson, e IGN.com lo consideró el mejor episodio de la séptima temporada. Además seleccionaron la parodia musical de  El planeta de los simios incluida en el episodio como el mejor momento del show y probablemente el mejor de toda la serie.
McClure fue uno los papeles más conocidos de Phil Hartman. Él afirmó, "Mis mayores seguidores son los seguidores de Troy McClure". Cuando Hartman fue asesinado, muchos obituarios mencionaron su trabajo como McClure como uno de los mejores momentos de su carrera. La BBC dijo que la voz de Hartman era conocida por millones de personas por su papel como McClure y Lionel Hutz.
McClure fue incluido dentro de la colección de figuras de acción World of Springfield. Además parece en el videojuego Virtual Springfield, presentando la ciudad al jugador.